# Ce Noël qui a changé ma vie
Pour plus de détails, voir Fiche technique et Distribution.
Ce Noël qui a changé ma vie (It's Christmas, Carol!) est un téléfilm de Noël fantastique canadien réalisé par Michael Scott, diffusé en 2012. Il s'agit d'une adaptation libre d’Un chant de Noël (A Christmas Carol) de Charles Dickens.

## Synopsis
Carol Huffman est une éditrice influente de Chicago qui mène sa carrière et la maison d'édition que dirigeait son ancienne patronne, Eve Miller, décédée dans un accident de circulation. Tout ça d'une main de fer, sans aucune marque de mansuétude envers tous ceux qui l'entourent, y compris sa mère. Après avoir congédié une ancienne employée, Carol se retrouve face au fantôme d'Eve qui revient l'emmener dans un voyage dans le temps à travers chaque Noël de son passé pour la confronter aux malheurs qu'elle aura semés depuis très longtemps. Peu à peu, Carol se rend alors compte de la sécheresse de son cœur et de tout ce tourment qui laisse le vide dans sa vie.

## Fiche technique
- Titre original : It's Christmas, Carol!
- Titre français : Ce Noël qui a changé ma vie
- Réalisation : Michael Scott
- Scénario : William Penick et Chris Sey, basé sur le conte Un chant de Noël (A Christmas Carol) de Charles Dickens (1843)
- Direction artistique : James Hazell
- Costumes : Carla Hetland
- Photographie : Adam Sliwinski
- Montage : Alison Grace
- Musique : James Jandrisch
- Production : Harvey Kahn
- Société de production : Entertainment One Television
- Société de distribution : Hallmark Channel
- Pays d'origine :  Canada
- Langue originale : anglais
- Genre : fantastique
- Durée : 90 minutes
- Dates de diffusion :
  - États-Unis : 18 novembre 2012[1] sur Hallmark Channel
  - France : 3 décembre 2013 sur TF1

## Distribution
- Emmanuelle Vaugier : Carol Huffman
- Carrie Fisher : Eve Miller
- Olivia Cheng (en) : Kendra
- Tygh Runyan : Ben
- Patti Allan : Gale
- Chelah Horsdal : Tanya
- Rebecca Davis (en) : Wendy
- Susan Hogan (VFB : Béatrice Didier) : Linda
- Robin Douglas : Gloria
- Jim Thorburn : Zac
- Johannah Newmarch : Susan
- Dalila Bela : Carol, à 9 ans
- Tanya Champoux : Linda, jeune
- Joshua Balfour : Fils, de 9 ans
- Kennedi Clements (en) : Emma
- Lucy Jeffrey : Grace
- Geoff Gustafson : Jim
- Linden Banks : Manager
- Marshall Caplan : Ben, vieilli
- Karin Konoval : Carol, à 70 ans
- David Milchard : l'aîné
- Catherine Lough Haggquist : Pam Jacobs
- Frank Crnkovik : le Père Noël de l'Armée du salut
- Carson Kressley : Fred